# ブライアン・マシューズ
ブライアン・マシューズ（Brian Matthews, 1953年1月24日 - ）は、アメリカの元俳優、セラピスト。1980年代の昼ドラマを中心に活躍した。妻は女優のレスリー・ランドン、長女は女優のレイチェル・マシューズである。

## 人物
1981年、『バーニング』で映画デビュー。ホリー・ハンター、ジェイソン・アレクサンダー、フィッシャー・スティーヴンスもこの映画で同時にデビューした。同年、ブロードウェイ・ミュージカル『カッパーフィールド』に出演。1983年から1985年にかけて、昼ドラマ『ザ・ヤング・アンド・ザ・レストレス』に出演。1985年から1986年には『デイズ・オブ・アワ・ライブス』、1986年には『サンタ・バーバラ』に出演した。
その後、『ジェシカおばさんの事件簿』などのテレビドラマや、テレビ映画などにゲスト出演を重ねた後、セラピストに転身するために俳優を引退。2012年にはテキサス州の共和党予備選挙で選挙に出馬するも、落選した。